# Cosmo e Wanda
Cosmo e Wanda são personagens fictícios, sendo protagonistas do desenho animado The Fairly OddParents (conhecido no Brasil como Os Padrinhos Mágicos). São os padrinhos de Timmy Turner e pais do bebê fada Poof.

## Características

### Cosmo
Cosmo Julius Cosma é o padrinho mágico de Timmy, marido da fada Wanda e pai de Poof.
Ele está sempre alegre, muito entusiasmado e portador de um grande senso de humor. Por outro lado é muito ciumento, atrapalhado e pouco inteligente, tanto que a cabeça da fada é literalmente vazia por dentro, sendo que Wanda usa este espaço para guardar coisas como lencinhos de papel e doces.
Trata-se de uma fada que não deixa coisas como a lógica detê-lo e por isso tende a dizer coisas sem sentido nas horas mais inconvenientes, sendo que muitas vezes ele é a causa dos problemas que aparecem para Timmy e Wanda. Mesmo que arranje muitos problemas, tenha uma memória horrível e seja muito infantil, Cosmo é muito amado por sua esposa e afilhado (adorando realizar os desejos deste).

### Wanda
Wanda Venus Fairywinkle-Cosma é a madrinha mágica de Timmy, esposa de Cosmo e mãe de Poof.
Ela também possui um lado divertido, sendo sensível e responsável (a "voz da razão"), que adora Timmy como afilhado e adora se divertir com o garoto. Wanda gostaria que Timmy fosse mais responsável com os desejos e que Cosmo não desse ideias absurdas e perigosas.
Esta madrinha se opõe aos desejos ruins (que na opinião do afilhado são divertidos), ganhou a fama de "chata" e "resmungona", mas no final ela sempre tem razão. O perigo no uso da palavra "super" nos desejos (pois geralmente resultam em criaturas ou objetos poderosos demais para serem detidos ou neutralizados) é um dos exemplos que mostram como ela costuma estar certa.
Apesar da fama de "mandona" e "chata", Wanda é uma ótima madrinha mágica, que sempre pensa na diversão mas sem esquecer a segurança.

## Afilhados
Este casal protagonista da série possuia outros afilhados além de Timmy Turner, sendo eles:
- Marianne.
- Pierre.
- Sammy.
- Tina Turner.
- Billy Gates: em alusão ao Bill Gates.
- Denzel Crocker.
- Heater Wilson.
- Vicky: quando Timmy desejou que ela tivesse 5 anos e ele á maltratou como ela o maltrata,assim Vicky ficou infeliz como Timmy então Cosmo e Wanda viraram seus Padrinhos.
- Tootie: quando Timmy estragou sua festa de aniversário e ela ficou muito triste então desejou que Cosmo e Wanda virassem seus Padrinhos Mágicos até às 21 horas.
- Chester Ruim de Taco: quando Timmy desejou nunca ter nascido e com isso Cosmo e Wanda virariam padrinhos do Chester. Também em O Ídolo das Fadas, Cosmo e Wanda desistiram do Timmy e viraram padrinhos do Chester, porém Norm (o Gênio) usou de seus truques para se apoderar da vaga.
- Carl Wheazer, Libby Folfax e Sheen Steves: em Jimmy e Timmy 2: Quando os Manés Colidem.
- Tommy e Tammy Turner: futuros filhos de Timmy Turner e Tootie.
- Vivian "Viv" Turner: Prima de Timmy, que após entrar na faculdade, ele passa os seus Padrinhos para Vivian, que os divide com o seu meio-irmão Roy. Em The Fairly OddParents: Fairly Odder
- Roy Raskin: Meio-irmão de Vivian, após ter visto Timmy se despedindo de Cosmo e Wanda e os entregando a Vivian. Em The Fairly Odd parents: Fairly Odder
- Hazel Wells: Uma menina aventureira de 10 anos com interesses únicos e uma imaginação ainda mais selvagem. Cosmo e Wanda deixam a aposentadoria para se tornarem seus fadas padrinhos e realizar todos os seus desejos como resultado da saída de seu irmão Antônio para a faculdade, fazendo-a se sentir solitária. Em The Fairly OddParents: A New Wish